# Matrimonio in quattro
Matrimonio in quattro (The Marriage Circle) è un film muto del 1924 diretto da Ernst Lubitsch basato sulla commedia Nur ein Traum di Lothar Schmidt. Nel 1932, Lubitsch ne fece un remake, Un'ora d'amore, interpretato da Jeanette MacDonald e Maurice Chevalier.

## Trama
Nella Vienna “raffinata ed elegante”  di inizio XX secolo, il matrimonio tra Mizzi e Joseph Stock è ormai giunto ad esaurimento. E mentre lei cerca di sedurre Franz Braun, felice sposo della sua amica e compagna di collegio Charlotte, Joseph si rivolge ai servigi di un'agenzia di investigazione  alla ricerca delle prove del tradimento, che gli consentano di divorziare dall'insopportabile moglie. “Quinto incomodo” è il dottor Gustav, collega di Franz, che cova una segreta passione per Charlotte, passione che trova alimento in una serie di equivoci.
Per raggiungere il proprio scopo, Mizzi ricorre agli stratagemmi più spregiudicati: si finge malata per attirare le attenzioni del dottore; insinua in sua moglie il sospetto che egli intrattenga una relazione con la giovane signorina Höfer; lo attira nel proprio appartamento. Ma gli intrighi della donna saranno sconfitti.
Il cinico e rassegnato Joseph Stock riuscirà a sbarazzarsi della perfida moglie, che troverà consolazione nello sprovveduto scapolo Gustav. La felicità dei Braun sopravviverà alla rivelazione di qualche imbarazzante particolare (come il bacio concesso da Charlotte a Gustav nel sonno  cui si era abbandonata nella trepida attesa del ritorno del marito, dopo l'insorgere dei primi sospetti).

## Produzione
Il film fu prodotto dalla Warner Bros. Pictures.

## Distribuzione
Distribuito dalla Warner Bros. Pictures, il film uscì nelle sale cinematografiche USA il 10 febbraio 1924 dopo una prima tenuta il 3 febbraio 1924. Il film ebbe una distribuzione internazionale; in Germania, gli fu dato il titolo Die Ehe im Kreise, uscendo nel giugno 1924; in Finlandia il 23 novembre 1924 con il titolo Avioliiton ilveilyä. Nel 2004, il film fu presentato all'Hong Kong International Film Festival.
Copia della pellicola viene conservata negli archivi del Museum of Modern Art; copie in 16 mm si trova alla EmGee Film Library e in collezioni private.